# サルバトーレ・マルケージ
サルバトーレ・マルケージ（伊語：Salvatore Marchesi, 1822年 - 1908年）は、イタリアのバリトン歌手、作曲家。

## 経歴
1822年にパレルモで生まれる。パレルモ、ミラノで音楽を学んだが、1848年に革命に参加したため国外に追放され、アメリカに渡りニューヨークでジュゼッペ・ヴェルディのオペラ『エルナーニ』でデビューした。その後、ロンドンで最大の声楽教師ガルシアについて学んだ。また彼の門下からはソプラノ歌手ジェニー・リンドが出ている。
1852年にドイツのメゾソプラノ歌手マチルデ（Mathilde Graumann）と結婚、ベルリン、ブリュッセル、ロンドン、またはイタリア各地でオペラを歌った。1854年頃からウィーンで教授をはじめ、また数年後、パリに住むようになって1865年から1908年まで教えた。1869年から1881年まで再びウィーンに行き、後年をパリでおくった。